# Myro (genre)
Pour les articles homonymes, voir Myro.
Genre
Myro est un genre d'araignées aranéomorphes de la famille des Toxopidae.

## Distribution
Les espèces de ce genre se rencontrent en Nouvelle-Zélande, en Tasmanie et dans les îles australe de l'océan Indien.

## Liste des espèces
Selon World Spider Catalog (version 18.5, 15/11/2017) :
- Myro jeanneli Berland, 1947
- Myro kerguelenensis O. Pickard-Cambridge, 1876
- Myro maculatus Simon, 1903
- Myro marinus (Goyen, 1890)
- Myro paucispinosus Berland, 1947
- Myro pumilus Ledoux, 1991

Selon The World Spider Catalog (version 16.5, 2016) :
- †Myro extinctus Petrunkevitch, 1958
- †Myro hirsutus Petrunkevitch, 1942

## Publication originale
- O. Pickard-Cambridge, 1876 : On a new order and some new genera of Arachnida from Kerguelen's Land. Proceedings of the Zoological Society of London, vol. 1876, p. 258-265 (texte intégral).